# La Rulles Blonde
La Rulles Blonde is een Belgisch bier van hoge gisting.
Het bier wordt sinds 2000 gebrouwen in Brasserie Artisanale de Rulles te Rulles.
Het is een donkerblond bier met een alcoholpercentage van 7%. Dit was het eerste bier dat door de brouwerij op de markt gebracht werd, oorspronkelijk onder de naam La Rulles Bière de Gaume. Het bier is enkel verkrijgbaar in flessen van 75cl en op fust van 20 liter. De etiketten werden ontworpen door illustrator PaliX (Pierre-Alexandre Haquin).